# Дівчина з Фігерасу
«Дівчина з Фігерасу» — картина іспанського художника  Сальвадора Далі, написана у 1926 році. Зберігається у Театрі-музеї Сальвадора Далі у Фігерасі.

## Опис
Картина демонструвалася на другій персональній виставці Далі в барселонській галереї Далмау, що проходила з 31 грудня 1926 року по 14 січня 1927 року. В квітні 1926 року Далі вперше відвідав Париж та показав цю свою роботу Пікассо, якого вважав великим майстром.
В цій картині реалістична точність пейзажу контрастує з вигаданою фігурою, яка асоціюється з можним та рекламованим у той час стереотипом жіночої краси. Цю ж ідею підкреслює і реклама автомобільної кампанії «Ford». В останній період життя художника у Фігерасі, у Вежі Галатеї, Далі неодноразово наполягав на своєму бажанні повернути цю картину та виставити у своєму Театрі-музеї. З рештою, йому це вдалося зробити, і тепер картину можна побачити в Залі Скарбів.